# جاش بیلینگز
هنری ویلر شا (انگلیسی: Henry Wheeler Shaw؛ ۲۱ آوریل ۱۸۱۸ – ۱۴ اکتبر ۱۸۸۵) با تخلص جاش بیلینگز، یک نویسنده و طنزپرداز اهل ایالات متحده آمریکا در قرن نوزدهم بود.
پدرش یکی از اعضای مجلس نمایندگان ایالات متحده آمریکا بود. خودش به کالج همیلتون رفت؛ اما در سال دوم به دلیل برداشتن قاشقک درون زنگ ساختمان دانشکده، اخراج شد. او پیش از آنکه به‌عنوان روزنامه‌نگار و نویسنده در پوکیپسی، نیویورک مشغول به کار شود، به‌عنوان کشاورز، معدنچی، مکتشف و مزایده‌گر کار کرد.